# Hanne (namn)
Hanne är en dansk och norsk form av det hebreiska namnet Channa som troligen betyder behag eller nåd. Det kan även vara en kortform av Johanne.
Namnsdag: saknas (1986-1992: 12 juli)

## Utbredning
Hanne är ett mycket vanligt namn i Danmark och är även mycket använt i Norge. 
Tabellen nedanför ger en detaljerad översikt över populariteten till namnet Hanne i någon av de länderna där statistik är tillgänglig.
| Land    | Bland landets kvinnor | Bland landets kvinnor | Bland landets kvinnor | Bland flickbarn | Bland flickbarn | Bland flickbarn | Bland flickbarn |
| Land    | Antal                 | Procent               | Rangordning           | Antal           | Procent         | Rangordning     |                 |
| ------- | --------------------- | --------------------- | --------------------- | --------------- | --------------- | --------------- | --------------- |
| Danmark | 41 856 (2007)         | 1,54 %                | 3.                    | - (2005)        | -               | (> 50.)         |                 |
| Norge   | 15 262 (2006)         | 0,65 %                | 24.                   | 75 (2006)       | 0,26 %          | 81.             |                 |
| Finland | 2 096 (2007)          | 0,08 %                | -                     | - (2005)        | -               | (> 69.)         |                 |
| Sverige | 1 091 (2006)          | 0,02 %                | -                     | - (2006)        | -               | (> 99.)         |                 |
| Belgien | -                     | -                     | -                     | 510 (2000)      | -               | 26.             |                 |

Hanne var bland de mest populära namnen på nyfödda flickor i Norge i perioden ca. 1960–1990. I Danmark var namnet speciellt populärt på flickbarn födda på 1940- och 1950-talet.
|                                                                  |
| Historisk utveckling av populariteten till namnet Hanne i Norge. |

## Personer med namnet
- Hanne Aga, norsk poet
- Hanne Blank, amerikansk historiker och författare
- Hanne Boel, dansk musiker och sångerska
- Hanne Darboven, tysk konstnär
- Hanne Finstad, norsk forskare och författare
- Hanne Harlem, norsk jurist och politiker
- Hanne Haugland, norsk höjdhoppare, världsmästare 1997
- Hanne Hoftun, norsk programledare och journalist
- Hanne-Vibeke Holst, dansk författare och journalist
- Hanne Hukkelberg, norsk sångare, artist och kompositör
- Hanne Krogh, norsk sångare och textförfattare
- Hanne Sørvaag, norsk sångare och låtskrivare
- Hanne Ørstavik, norsk författare